# Grand Traverse megye
Grand Traverse megye az Amerikai Egyesült Államokban, azon belül Michigan államban található. Megyeszékhelye és legnagyobb városa Traverse City. Lakosainak száma 95 238 fő (2020. április 1.).

## Szomszédos megyék
- Antrim megye (északkelet)
- Kalkaska megye (kelet)
- Wexford megye (dél)
- Manistee megye (délnyugat)
- Benzie megye (nyugat)
- Leelanau megye (északnyugat)
- Missaukee megye

## Népesség
A megye népességének változása:
| Lakosok száma | 86 999 | 88 191 | 88 967 | 89 987 | 91 636 | 95 238 |
|               | 2010   | 2011   | 2012   | 2013   | 2015   | 2020   |